# Александар Атанацкович
Александар Атанацкович (сербохорв. Александар Атанацковић, 29 квітня 1920, Белград — 12 березня 2005, Белград) — югославський футболіст, що грав на позиції півзахисника, зокрема, за клуби «Югославія» та «Партизан», а також національну збірну Югославії. По завершенні ігрової кар'єри — тренер.
Дворазовий чемпіон Югославії. Триразовий володар Кубка Югославії.

## Клубна кар'єра
У футболі дебютував 1937 року виступами за команду «Югославія». У чемпіонаті Югославії в 1937—1940 роках зіграв за команду 29 матчів і забив 3 голи. Володар Зимового кубка Югославії 1939 року.
1946 року перейшов до клубу «Партизан», за який відіграв 8 сезонів. За цей час двічі виборював титул чемпіона Югославії. Завершив професійну кар'єру футболіста виступами за команду «Партизан» у 1954 році.

## Виступи за збірну
1946 року дебютував в офіційних матчах у складі національної збірної Югославії. Протягом кар'єри у національній команді провів у її формі 15 матчів, забивши 1 гол.
У складі збірної був учасником футбольного турніру на Олімпійських іграх 1948 року у Лондоні, де разом з командою здобув «срібло».
Був присутній в заявці збірної на чемпіонаті світу 1950 року у Бразилії, але на поле не виходив.

## Кар'єра тренера
Після припинення активної кар'єри з 1954 року працював у тренерському штабі «Партизана», іноді приймав пропозиції і очолював «Сараєво», «Будучност» та «Раднички». Вийшов на пенсію в 1981 році.
Помер 12 березня 2005 року на 85-му році життя у місті Белград.

## Титули і досягнення
- Чемпіон Югославії (2):

«Партизан»: 1946-47, 1948-49
- Володар Кубка Югославії (4):

«Партизан»: 1947, 1952, 1954
«Югославія»:1938-39
- Срібний олімпійський призер: 1948